# Abdelaziz Stati
Abdelaziz Al Arbaoui (ﺍﻟﻌﺮﺑﺎﻭﻱﻋﺒﺪﺍﻟﻌﺰﻳﺰ), appelé Abdelaziz Stati est natif du village de Al Aounat et « steti » à cause du sixième petit doigt que comporte sa main gauche, est un chanteur marocain de chaâbi, né en 1961 à Al Aounat, dans la province d'El Jadida. Berger durant son enfance, c'est maintenant un spécialiste de la kamanja, un violon avec archet et une caisse de résonance aplatie en forme de huit. 
En 1985, il crée une formation de chaabi avec Al Houcine Ben Al Wafa.
Stati est une vraie pop-star dans les campagnes marocaines où il est un symbole de la fête et de la joie. Les gens aisés l'invitent pour chanter dans les mariages. Il interprète de nombreuses chansons, liées à la Ghourba (l’éloignement, en référence aux Marocains qui résident à l’étranger), qui lui ont valu notamment un succès jusqu’en Europe, où le chanteur se produit régulièrement en concert. 
Sa fille Ilham El Arbaoui est une rappeuse se produisant sous le nom d'ILY.

## Discographie
- 1983 : Al Mouima Essabra Dima (repris par la suite par Khaled)
- 1985 : Wa baeed Al Zinne
- 1986 : Moulate Laayoune Lakbare
- 1987 : Moulay Ettahar
- 2004 : Visa O Passeport
- 2008 : T3ali day day
- 2009 :  Allah Ya Allah
- 2010 : Khaliwni Nahdar
- 2016 : Kolchi Kayn